# Гранофф, Катя
Ка́тя Грано́фф (16 июля 1896 года, Николаев — 16 апреля 1989 года, Париж) — французская поэтесса российского происхождения, владелица и основательница картинной галереи Larock-Granoff.

## Биография
Катя Гранофф родилась в Николаеве, в образованной и ассимилированной еврейской семье. Её родители — евпаторийский мещанин Фроим (Эфроим, Ефроим) Куселевич Гранов (1862 — 14 мая 1914) и Дуня Янкелевна (Евдокия Яковлевна) Гранова (в девичестве Фельдман, 1869 — 7 апреля 1911) — заключили брак в Одессе 24 мая 1892 года, впоследствии вернулись из Николаева в Одессу, где 6 июля 1910 года развелись. Дед со стороны матери был санкт-петербургским купцом первой гильдии. Дядя, Владимир Константинович (Вольф Куселевич) Гранов (1857 — 21 мая 1917), был известным одесским адвокатом, присяжным стряпчим, затем поверенным при коммерческом суде, секретарём правления Еврейского ремесленного училища общества «Труд»; его сын (племянник Кати Гранофф) — инженер и промышленник Александр Владимирович Гранов (1893—1963), внук — французский психоаналитик из круга Лакана Владимир Александрович Гранов (1924—2000). 
Провела детство в Одессе, рано осталась без родителей. Опекуны послали Катю и её сестру Розалию (5 февраля 1897 — 1980) на учёбу в Швейцарию, где Катя получила степень лиценциата по литературе (licence de lettres).
Вышла замуж за врача, но вскоре развелась. После этого, в 1924 году переехала в Париж и начала работать секретарём в Салоне Тюильри.

### Картинная галерея
Катя Гранофф открыла свою первую галерею в 1926 году в Париже по адресу Бульвар Осман, 166. Она была первооткрывателемь таких талантов, как Жорж Буш (1874—1941), Марк Шагал и других. Галерея стала популярной и переехала на Набережную Конти, а её хозяйка в 1937 году получила французское гражданство.
Когда в Париж вошли немцы, Катя Гранофф была вынуждена бежать. Вместе с сестрой, племянником и художником Жоржем Бушем она скрылась от оккупантов в средневековом замке в коммуне Ла-Вульт-сюр-Рон (департамент Ардеш). После войны она открыла две галереи в провинции: в Онфлёре и в Каннах, а также новую галерею в Париже на площади Буво. В 1955 году она заново открыла и выставила картину Клода Моне «Кувшинки», ранее не доступную публике.
Позже Катя Гранофф решила выставлять работы женщин-художников, среди них работы скульптора русского происхождения Шаны Орлофф. Кроме того, в её галереях выставлялись работы основоположника субконсциентизма Пьера-Андре де Виша, а также Жоржа Дюфренуа, Пьера Брюна, Жоржа Жимеля, Даниила Соложева, Эдит Дестернесс и Шарля Андре Вольфа (1907—1999), писателя и поэта, который посвятил ей в январе [1981 год]а одно из своих стихотворений.
В 1987 году она отошла от дел и передала управление галереей своему племяннику Пьеру Лароку.

### Творчество
Катя Гранофф также была известна как поэтесса. В 1964 году Французская Академия присудила ей Премию Жоржа Дюпо за сборник «Антология русской поэзии» (Anthologie de la poésie russe 1961). Переводы, опубликованные в этой книге, получили высокую оценку и у писателей, и в прессе. В предисловии к книге Катя Гранофф писала:

Будучи прекрасными переводчиками, русские поэты обогатили свой удел лучшими зарубежными произведениями. Я надеюсь, что сокровища русской поэзии найдут своё место во французском поэтическом мире. Как посол и переводчик, я бы хотела, чтобы эти французские переводы русских стихотворений были одновременно дословными и яркими.
Оригинальный текст (фр.)Les poètes russes, prestigieux traducteurs, ont enrichi leur patrimoine de chefs-d’œuvre étrangers ; je souhaite que les trésors de la poésie russe entrent à leur tour dans le domaine poétique français. Traductrice-messagère, je voudrais que ces versions françaises des poèmes russes fussent à la fois des traductions littérales et des correspondances lyriques.

Перу Кати Гранофф также принадлежит сборник «Amants maudits» («Окаянные любовники»), в который вошло около пятидесяти стихотворений, написанных александрийским стихом, и посвящённых поэтам (Марселина Деборд-Вальмор, Леопарди, Нерваль, Бодлер) и литературным и историческим персонажам (Царица Савская, Дон Жуан, Принцесса Клевская, Нана и т. п.).
Произведения Кати Гранофф выходили в различных сборниках. Чтение некоторых её стихотворений было записано на плёнку в исполнении автора и в исполнении Пьера Брассёра. В 1967 году Моника Морелли исполнила несколько песен на слова Кати Гранофф. А в 1984 году Эдит Дестерн выставляла картины, иллюстрирующие её произведения.
В старости Катя Гранофф занялась составлением мемуаров. Свою последнюю книгу, изданную в 1986 году, она посвятила отношениям между христианами и иудеями.
Катя Гранофф умерла в Париже в возрасте 93 лет.

### Награды
- Кавалер Ордена почётного легиона
- Офицер Национального ордена «За заслуги» (Франция)
- Национальная медаль искусств, наук и литературы (Médaille nationale des arts, sciences et lettres)